# Stefan Bell
Stefan Bell (Andernach, Renania-Palatinado, Alemania, 24 de agosto de 1991) es un futbolista alemán que juega como defensa en el Maguncia 05 de la 1. Bundesliga.

## Clubes
| Club                         | País     | Año       |
| ---------------------------- | -------- | --------- |
| FSV Maguncia 05              | Alemania | 2010-     |
| TSV 1860 Múnich (cedido)     | Alemania | 2010-2011 |
| Eintracht Frankfurt (cedido) | Alemania | 2011-2012 |